# Passage de la Tour-de-Vanves
Le passage de la Tour-de-Vanves est une voie du 14e arrondissement de Paris, en France.

## Situation et accès
Le passage de la Tour-de-Vanves est situé dans le centre du  14e arrondissement de Paris, dans le nord du quartier de Plaisance. Il débute au 146, avenue du Maine et se termine au 7, rue Asseline.
Voie en ligne droite sur un axe grossièrement nord-ouest sud-est, elle est longue de 120 mètres pour une largeur de moins de 4 mètres. 

## Origine du nom

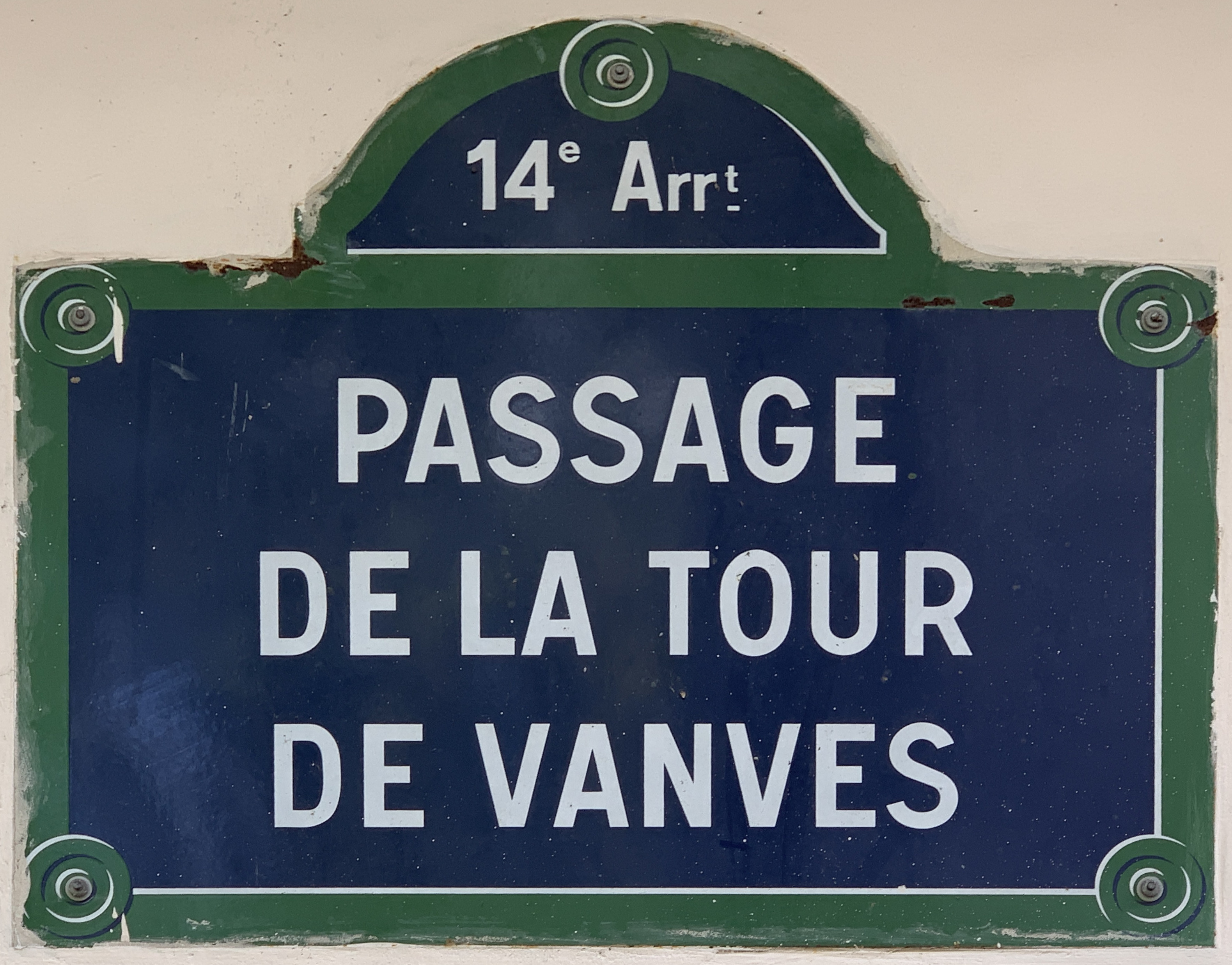
Plaque du passage.

La voie rappelle un moulin, dit « la Tour de Vanves », auquel elle conduisait. 
Ce moulin à vent était situé, approximativement, rue Raymond-Losserand. Il figure sur le plan de Roussel,.  

## Historique
Cette voie initialement privée a été classée dans la voirie de Paris par arrêté municipal du 4 mai 2005.

## Dans la culture
La rue, coté avenue du Maine, apparait dans des scènes finales du film de Jacques Deray Le Solitaire (1987) avec Jean-Paul Belmondo ainsi que l'alors café-hôtel qui fait l'angle avec l'avenue du Maine.